# Xabaca
Xabaca (Shabaka, Shabako) foi 3º Faraó da XXV dinastia do Antigo Egito de origem núbia. E foi o 4º Rei da Dinastia Napata do Reino de Cuxe. Governou entre 716 e 702 a.C.. Já Donald A. Mackenzie, acredita que ele foi o primeiro faraó da dinastia etíope, a XXV dinastia, pois teria sido o primeiro a governar a partir do Egito.

## Histórico
Como o costume da Dinastia Napata de privilegiar a sucessão entre irmão e somente na falta destes passar para a próxima geração. Xabaca sucedeu seu irmão Piiê em  716 a.C..
Enquanto que o seu antecessor tinha governado a partir da Núbia, Xabaca decidiu governar desde o Egito, a partir de Mênfis. No segundo ano do seu reinado dirige-se ao Delta para terminar com o poder do último representante da XXIV dinastia, Bócoris, que controlava esta região. Xabaca conquistou todo o Egito, obtendo a submissão dos príncipes que governavam o norte do Egito. Possivelmente, é ó rei egípcio Sô, mencionado no Livro dos Reis.
Terminada a conquista, o resto do seu reinado seria caracterizado por um clima de paz interna e externa. O Egito não se envolveu em guerras com a Assíria, existindo investigadores que sugerem a assinatura de um tratado de paz com aquela potência. A Síria e a Palestina haviam se tornado províncias assírias, e Xabaca, temendo uma invasão assíria ou querendo adquirir territórios na Síria, fez alianças com alguns dos reis da região, inclusive Oseias de Israel. Oseias, confiando no apoio egípcio, parou de pagar tributo à Assíria, e Sargão II atacou e destruiu o Reino de Israel.
Xabaca procurou um regresso às concepções da época do Império Antigo, que se fez sentir sobretudo no campo das artes. O prenome (ou nome de trono) deste faraó foi Nefercaré, nome que tinha sido usado por Pepi II, um dos grandes reis egípcios do Império Antigo.
Ordenou numerosas construções em locais como Atribis, Mênfis, Abidos, Esna, Dendera, Edfu, mas sobretudo em Tebas. Mandou ampliar o templo de Medinet Habu, datado do tempo da XVIII dinastia.
Em Carnaque, restaura o cargo de sumo sacerdote de Amon, colocando o seu filho Horemakhet no cargo. A sua irmã Amenirdis I foi Divina Adoradora de Amon, tendo construído a sua capela funerária no interior do templo de Medinet Habu.
É graças a este faraó que hoje em dia se conhece a chamada "teologia menfita" (as crenças sobre as origens do universo desenvolvidas na cidade de Mênfis). Xabaca terá ordenado que o texto de um papiro em estado de deterioração avançado fosse transposto para um pedra de granito, a Pedra de Xabaca, que se encontra no Museu Britânico de Londres.
Xabaca foi sepultado na pirâmide K 15 em el-Kurru, na Núbia.

## Titulatura
| G39 | N5 | \| \| |
|     |    |       |

|  |

| G39 | N5 | \| \| |
|     |    |       |

|  |

|                   |     |     |     |                |
| \| \| \| \| \| \| |     |     |     |                |
|                   |     |     |     |                |
| M8                | E10 | D28 | M17 | Y5 · N35 · N36 |

| M8 | E10 | D28 | M17 | Y5 · N35 · N36 |

|                   |     |     |     |                |
| \| \| \| \| \| \| |     |     |     |                |
|                   |     |     |     |                |
| M8                | E10 | D28 | M17 | Y5 · N35 · N36 |

| M8 | E10 | D28 | M17 | Y5 · N35 · N36 |

|                   |     |     |     |                |
| \| \| \| \| \| \| |     |     |     |                |
|                   |     |     |     |                |
| M8                | E10 | D28 | M17 | Y5 · N35 · N36 |

| M8 | E10 | D28 | M17 | Y5 · N35 · N36 |

|                   |     |     |     |                |
| \| \| \| \| \| \| |     |     |     |                |
|                   |     |     |     |                |
| M8                | E10 | D28 | M17 | Y5 · N35 · N36 |

| M8 | E10 | D28 | M17 | Y5 · N35 · N36 |

| nswt&bity |

| nswt&bity |

|                   |     |     |     |                |
| \| \| \| \| \| \| |     |     |     |                |
|                   |     |     |     |                |
| N5                | F35 | D28 | M17 | Y5 · N35 · N36 |

| N5 | F35 | D28 | M17 | Y5 · N35 · N36 |

|                   |     |     |     |                |
| \| \| \| \| \| \| |     |     |     |                |
|                   |     |     |     |                |
| N5                | F35 | D28 | M17 | Y5 · N35 · N36 |

| N5 | F35 | D28 | M17 | Y5 · N35 · N36 |

|                   |     |     |     |                |
| \| \| \| \| \| \| |     |     |     |                |
|                   |     |     |     |                |
| N5                | F35 | D28 | M17 | Y5 · N35 · N36 |

| N5 | F35 | D28 | M17 | Y5 · N35 · N36 |

|                   |     |     |     |                |
| \| \| \| \| \| \| |     |     |     |                |
|                   |     |     |     |                |
| N5                | F35 | D28 | M17 | Y5 · N35 · N36 |

| N5 | F35 | D28 | M17 | Y5 · N35 · N36 |